# Giacomo Cattani
Giacomo Cattani (Terracina, 13 de janeiro de 1823 – Ravena, 14 de fevereiro de 1887) foi um diplomata e cardeal italiano da Igreja Católica, arcebispo de Ravena.

## Biografia
De família nobre titular de um marquesado, era filho do Marquês Paolo Cattani e de Anna Fabri, era sobrinho de Domenico Cattani, assessor do Santo Ofício. Estudou no Seminário de Faenza, depois, no Pontifício Seminário Romano de Sant'Apollinare, onde obteve o doutorado em filosofia em 5 de setembro de 1842 e em teologia em 12 de setembro de 1845.
Foi ordenado padre em 20 de setembro de 1845, em Brisighella e celebrou sua primeira missa no dia seguinte. Estudou diplomacia na Pontifícia Academia dos Nobres Eclesiásticos, em Roma. Foi cônego da Arquibasílica de São João de Latrão em 1852. Prelado doméstico de Sua Santidade, foi nomeado internúncio apostólico na Holanda em 2 de maio de 1866; apresentou suas cartas credenciais no dia 14 de junho seguinte. Em 13 de março de 1868, foi nomeado núncio apostólico na Bélgica.
Foi nomeado pelo Papa Pio IX como arcebispo titular de Ancira em 16 de março de 1868 e foi consagrado em 12 de julho seguinte, na Arquibasílica de São João de Latrão, em Roma, pelo cardeal Costantino Patrizi Naro, secretário da Suprema Congregação do Santo Ofício, assistido por Pietro de Villanova Castellacci, vice-gerente de Roma e por Antonio Rossi Vaccari, decano do capítulo da Arquibasílica Lateranense.
Foi nomeado secretário da Sagrada Congregação do Concílio em 27 de abril de 1875. Depois, foi nomeado núncio apostólico na Espanha em 20 de fevereiro de 1877, chegando a Madri no dia 24 de março seguinte.
Foi criado cardeal pelo Papa Leão XIII no Consistório de 19 de setembro de 1879.. O papa lhe enviou o barrete vermelho com um breve apostólico de 20 de setembro, e voltou de Madri em novembro de 1879, assim, recebeu o chapéu borleado em 27 de fevereiro de 1880 e título de Santa Balbina no consistório de 27 de fevereiro de 1880.
Foi transferido para a Arquidiocese de Ravena em 22 de setembro de 1879, quando também recebeu o pálio; fez sua entrada solene na arquidiocese em 23 de março de 1880. Fez duas visitas pastorais, em 1881 e 1884, a toda a arquidiocese.
Morreu em 14 de fevereiro de 1887, após uma longa e dolorosa doença, em Ravena. Foi velado na catedral de Ravena e enterrado no cemitério da cidade.